# گربه صورت‌عروسکی ایرانی

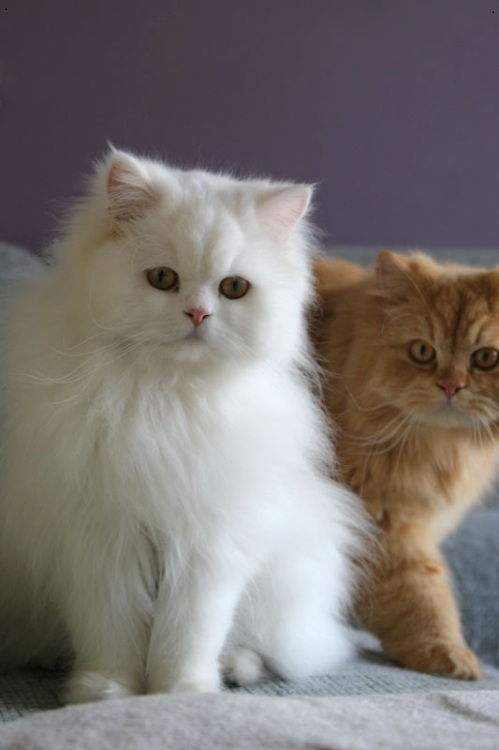

گربه صورت عروسکی ایرانی/پارسی یا گربه کلاسیک و سنتی ایرانی/پارسی گربه‌ای است با نژاد ایرانی که چهره آن از دید مردم نسبتاً ملوس به حساب می‌آید.